# Мітоку-Драгомірней (комуна)
Мітоку-Драгомірней (рум. Mitocu Dragomirnei) — комуна у повіті Сучава в Румунії. До складу комуни входять такі села (дані про населення за 2002 рік):
- Драгомірна (170 осіб)
- Ліповень (468 осіб)
- Мітокаші (755 осіб)
- Мітоку-Драгомірней (2605 осіб)

Комуна розташована на відстані 365 км на північ від Бухареста, 8 км на північ від Сучави, 119 км на північний захід від Ясс.

## Населення
За даними перепису населення 2002 року у комуні проживали 3998 осіб.
Національний склад населення комуни:
| Національність   | Кількість осіб | Відсоток |
| ---------------- | -------------- | -------- |
| румуни           | 3535           | 88,4%    |
| росіяни-липовани | 399            | 10,0%    |
| цигани           | 60             | 1,5%     |
| німці            | 3              | 0,1%     |
| угорці           | 1              | < 0,1%   |

Рідною мовою назвали:
| Мова      | Кількість осіб | Відсоток |
| --------- | -------------- | -------- |
| румунська | 3588           | 89,7%    |
| російська | 399            | 10,0%    |
| циганська | 9              | 0,2%     |
| угорська  | 1              | < 0,1%   |
| німецька  | 1              | < 0,1%   |

Склад населення комуни за віросповіданням:
| Релігія            | Кількість осіб | Відсоток |
| ------------------ | -------------- | -------- |
| православні        | 2861           | 71,6%    |
| п'ятдесятники      | 704            | 17,6%    |
| старообрядці       | 405            | 10,1%    |
| адвентисти         | 19             | 0,5%     |
| римо-католики      | 1              | < 0,1%   |
| греко-католики     | 1              | < 0,1%   |
| баптисти           | 1              | < 0,1%   |
| не вказали релігію | 2              | 0,1%     |